# لی دونگ جون
لی دونگ جون (کره‌ای: 이동준؛ زادهٔ ۵ فوریه ۱۹۶۷) آهنگساز اهل کره جنوبی است.

## حرفه
حرفهٔ لی به عنوان آهنگساز عمدتاً بر موسیقی فیلم متمرکز بود.
لی سرود فدراسیون فوتبال آسیا (AFC Anthem) را در سال ۲۰۱۴ ساخته است.

## فیلم‌شناسی

### فیلم
- ۱۹۹۷، ماهی سبز - آهنگساز[۳]
- ۲۰۰۲، ۲۰۰۹: خاطرات گمشده - آهنگساز[۴]
- ۲۰۰۴، تگوکی - آهنگساز[۵]
- ۲۰۱۳، معجزه در سلول شماره ۷ - آهنگساز[۶]
- ۲۰۲۳، راه بوستون - آهنگساز[۷]

## جوایز
- جوایز ناقوس بزرگ - برنده جایزه بهترین موسیقی برای ماهی سبز
- جوایز فیلم اژدهای آبی - نامزد جایزه بهترین موسیقی برای تگوکی[۸]